# 2411 Zellner
2411 Zellner (1981 JK) là một tiểu hành tinh vành đai chính được phát hiện ngày 3 tháng 5 năm 1981 bởi E. Bowell ở trạm Anderson Mesa thuộc Đài thiên văn Lowell.